# Claudia Rodríguez de Guevara
Claudia Juana Rodríguez de Guevara (n. 1980) este o contabilă din El Salvador care a deținut funcția de președinte al Republicii El Salvador între 1 decembrie 2023 și 1 iunie 2024. Ea a preluat atribuțiile și puterile prezidențiale după ce președintele Nayib Bukele a primit un concediu din partea Adunării Legislative pentru a se concentra pe campania sa de realegere din 2024 — o decizie pe care unii juriști constituționali o consideră contrară Constituției țării.
Rodríguez a fost manager financiar al lui Bukele atât înainte, cât și în timpul președinției acestuia (2019–2023). În 2021, a fost numită directoare a lucrărilor municipale, iar în 2022 a devenit secretara personală a președintelui. La 30 noiembrie 2023, după ce Adunarea Legislativă i-a acordat lui Bukele și vicepreședintelui Félix Ulloa⁠(d) concedii pentru a candida în alegerile din 2024, Rodríguez a fost desemnată de către aceasta în funcția de președinte desemnat, asumându-și oficial funcția a doua zi. Numirea sa a fost criticată de către anumiți juriști ca fiind neconstituțională. Rodríguez este prima femeie care a deținut atribuțiile prezidențiale în El Salvador.

## Biografie
Rodríguez a studiat la Colegiul Creștin Reverend José Saberlio Ponce și la Institutul Național General Francisco Morazán. Ulterior, a urmat timp de cinci semestre cursurile Universității Francisco Gavidia, însă nu a absolvit. De asemenea, a finalizat un curs la Corporația Contabililor din El Salvador.
Anterior, Rodríguez a ocupat funcția de manager pentru licitații și facturare la Servicios Quirúrgicos de El Salvador, S.A. de C.V., de manager financiar la Obermet, S.A. de C.V., o companie deținută de familia Bukele, și de contabil auxiliar la Tire Center, S.A. de C.V.. În 2011, a fondat o companie subsidiară a Alba Petróleos, care, la rândul său, era o subsidiară a PDVSA, compania națională de petrol din Venezuela. În același an, a fost și reprezentant legal al MOV-I, S.A. de C.V.. A fost președinta NRA, S.A. de C.V. în perioada 2011–2018.

## Carieră în contabilitate
Între 2012 și 2015, Claudia Juana Rodríguez de Guevara a ocupat funcția de manager financiar al municipalității Nuevo Cuscatlán, în perioada în care Nayib Bukele era primar. Ulterior, între 2015 și 2018, a fost trezorier municipal al orașului San Salvador, tot sub mandatul lui Bukele ca primar. În august 2018, a fost numită manager financiar al partidului Nuevas Ideas, fondat de Bukele în 2017; este membră a acestui partid. În decembrie 2023, revista Gato Encerrado a susținut că Rodríguez ar fi primit 1,2 milioane de dolari în cecuri de la primăria din San Salvador în timpul mandatului lui Bukele ca primar.
Rodríguez și-a continuat activitatea de manager financiar și pe durata președinției lui Bukele, începând cu iunie 2019. În noiembrie 2022, a fost numită directoare a Comitetului pentru Situații de Urgență, gestionând alocarea a 2 miliarde de dolari pentru combaterea pandemiei de COVID-19. La 25 noiembrie 2021, Bukele a numit-o președinta consiliului de administrație al nou-înființatei Direcții pentru Lucrări Municipale. La 17 martie 2022, a fost desemnată de Bukele ca secretară particulară, înlocuindu-l pe Ernesto Castro, care fusese anterior numit președinte al Adunării Legislative. La 21 aprilie 2023, Bukele a numit-o reprezentantă în consiliul de administrație al Fondului pentru Conservarea Drumurilor (FOVIAL). De asemenea, Rodríguez a fost anterior și coordonatoare a programului FANTEL-Dalton, după demisia Carolinei Recinos.

## Numirea prezidențială
La 30 noiembrie 2023, Adunarea Legislativă a El Salvadorului a desemnat-o pe Claudia Juana Rodríguez de Guevara ca președinte desemnat, după ce i-a acordat lui Nayib Bukele un concediu temporar pentru a se concentra pe campania sa de realegere din 2024, decizie pe care numeroși politicieni și juriști constituționali o consideră ilegală și neconstituțională. Deși a preluat atribuțiile și puterile prezidențiale, ea nu a preluat oficial funcția de președinte; titlul său oficial este „Președinte desemnat de către Președintele Republicii, însărcinat cu exercitarea funcției” („Designada por el Presidente de la República, Encargada de Despacho”).
Rodríguez a fost confirmată în funcție cu 67 de voturi pentru, 11 împotrivă și 6 absenți, dintr-un total de 84 de voturi. Ea a preluat oficial atribuțiile prezidențiale la 1 decembrie 2023, fiind descrisă de mai multe publicații ca prima femeie care a deținut puterile prezidențiale în El Salvador, deși într-un rol interimar. Va deține aceste atribuții până la încheierea mandatului prezidențial la 1 iunie 2024. Cu toate acestea, au existat controverse legate de jurământul oficial. Președintele Adunării Legislative, Ernesto Castro, a declarat că Rodríguez a fost jurată în funcție, deși nu public, afirmând că „nu era necesar să fie publică” („no tenía que ser pública”). În schimb, deputatul Guillermo Gallegos de la Alianța Mare pentru Unitate Națională (GANA) a susținut că nu a depus jurământul, explicând că „ea este pur și simplu desemnata președintelui [...], s-a stabilit că nu era necesar să fie jurată” („ella es simplemente la designada del presidente, [...] se determinó que no era necesario el juramentarla”).
Numirea Claudiei Rodríguez ca desemnată prezidențială pentru a prelua temporar atribuțiile și puterile prezidențiale a fost criticată de numeroși avocați, politicieni din opoziție și analiști politici. Héctor Silva, candidat din partea partidului Nuestro Tiempo la funcția de primar al orașului San Salvador, a scris pe X: „Starea actuală a democrației în El Salvador: biroul președintelui Republicii va fi ocupat de o persoană pentru care nu a votat nimeni niciodată” („Estado actual de la democracia en El Salvador: la oficina del presidente de la República la ocupará una persona por la que nadie votó nunca”). Deputatul César Reyes din Alianza Republicana Nacionalista (ARENA) a descris-o pe Rodríguez ca făcând parte din „cercul cel mai apropiat al președintelui Bukele” („círculo más íntimo del presidente Bukele”) și „un profil foarte necunoscut pentru toată lumea” („un perfil que no era muy conocido para todos”), care „a fost pusă acolo ca să păzească tronul” („pusieron para que cuidara el trono”). Analistul politic Carlos Araujo a declarat: „Doar o persoană naivă ar crede că [Rodríguez] va guverna, el [Bukele] nu va renunța la putere, va fi implicat în monitorizarea a ceea ce fac miniștrii săi. Cererea de concediu este doar o aparență”. Economista Julia Martínez a afirmat: „Bukele nu va lăsa pe nimeni să strice ce a realizat, și de aceea a propus-o [pe Rodríguez], ea face parte din cercul său de control”. Avocatul Enrique Anaya a postat pe X că „dacă doamna desemnată exercită efectiv funcția, va fi o UZURPATOARE, și nu o președintă interimară” („si la sra designada ejerce el cargo de hecho, será una USURPADORA, y no una presidenta en funciones”). Jurnalistul de investigație Ricardo Vaquerano a declarat că președintele interimar trebuie să fie un deputat în Adunarea Legislativă și, deoarece Rodríguez nu este deputat, a susținut că „în acest moment nu există președinte în El Salvador”. Conform unor interviuri stradale realizate de Vocea Americii în San Salvador, unii salvadorieni se îndoiesc că Rodríguez ar conduce efectiv țara și consideră că, de fapt, Bukele ar guverna prin intermediul ei.
La 17 decembrie 2023, Rodríguez a acceptat demisia lui Moisés Cabrera, președintele consiliului de administrație al Băncii de Dezvoltare a El Salvadorului. La 22 decembrie, l-a numit pe Nelson Rivas ca succesor al lui Cabrera. La 6 mai 2024, l-a numit pe Mauricio Calderón Sansivirini președinte al Institutului Salvadorian al Cafelei.

## Viață personală
Fratele Claudiei Rodríguez, Douglas Rodríguez Fuentes, este în prezent președintele Băncii Centrale de Rezervă a El Salvadorului („Central Reserve Bank of El Salvador”), ocupând această funcție din 19 septembrie 2020.